# Тонганская летучая лисица
Тонганская летучая лисица (лат. Pteropus tonganus) — вид рода летучих лисиц семейства крыланов.
Ареал — Полинезия, Меланезия и Микронезия: Самоа, Американское Самоа, Острова Кука, Фиджи, Новая Каледония, Ниуэ, Папуа — Новая Гвинея, Соломоновы Острова, Тонга, Вануату, Гуам, Тувалу, Токелау, Уоллис и Футуна. Археологами-зоологами установлено, что, по крайней мере, в XI—XII веках этот вид был распространён шире на восток: кости тонганской летучей лисицы были обнаружены на архипелаге Тубуаи (Французская Полинезия). Обитают во влажных тропических лесах и в мангровых зарослях.
Окрас тонганской летучей лисицы варьирует от чёрного до тёмно-коричневого, цвет мантии может быть оранжевым, жёлтым или жёлто-коричневым. Передние и задние лапы — лысые, мех самцов описывается как «жёсткий, короткий, похожий на жирные волосы». Средняя длина животного — 231 мм, длина передних конечностей — 12—16 см, вес — 565 г, половой диморфизм практически отсутствует.
Как и большинство летучих мышей, тонганская летучая лисица ведёт ночной образ жизни, отдыхает крупными колониями под вершинами деревьев. Самка приносит по одному, реже — по два, детёныша в год, беременность длится от 140 до 192 дней. Детёныши становятся на крыло в возрасте трёх месяцев, половой зрелости достигают в 1,5—2 года. Питаются эти летучие мыши в основном плодами.
Несмотря на то, что на некоторых островах тонганскую летучую лисицу местные жители употребляют в пищу, несмотря на вырубку лесов, величина популяции этого вида не вызывает опасений у экологов.